# Toplouklooster
Het Toplouklooster of Moni Toplou (Grieks: Μονή Τοπλού) is een 15e-eeuws klooster in een droog deel van de Lassithihoogvlakte, op het Griekse eiland Kreta. Het ligt 6 kilometer ten noorden van Palekastro en 85 kilometer van Agios Nikolaos. Oorspronkelijk heette het klooster Panagia Akrotiriani (De maagd Maria van de Kaap). De huidige naam slaat op de kanonskogels die het klooster in bezit had ter verdediging tegen Ottomaanse aanvallen.

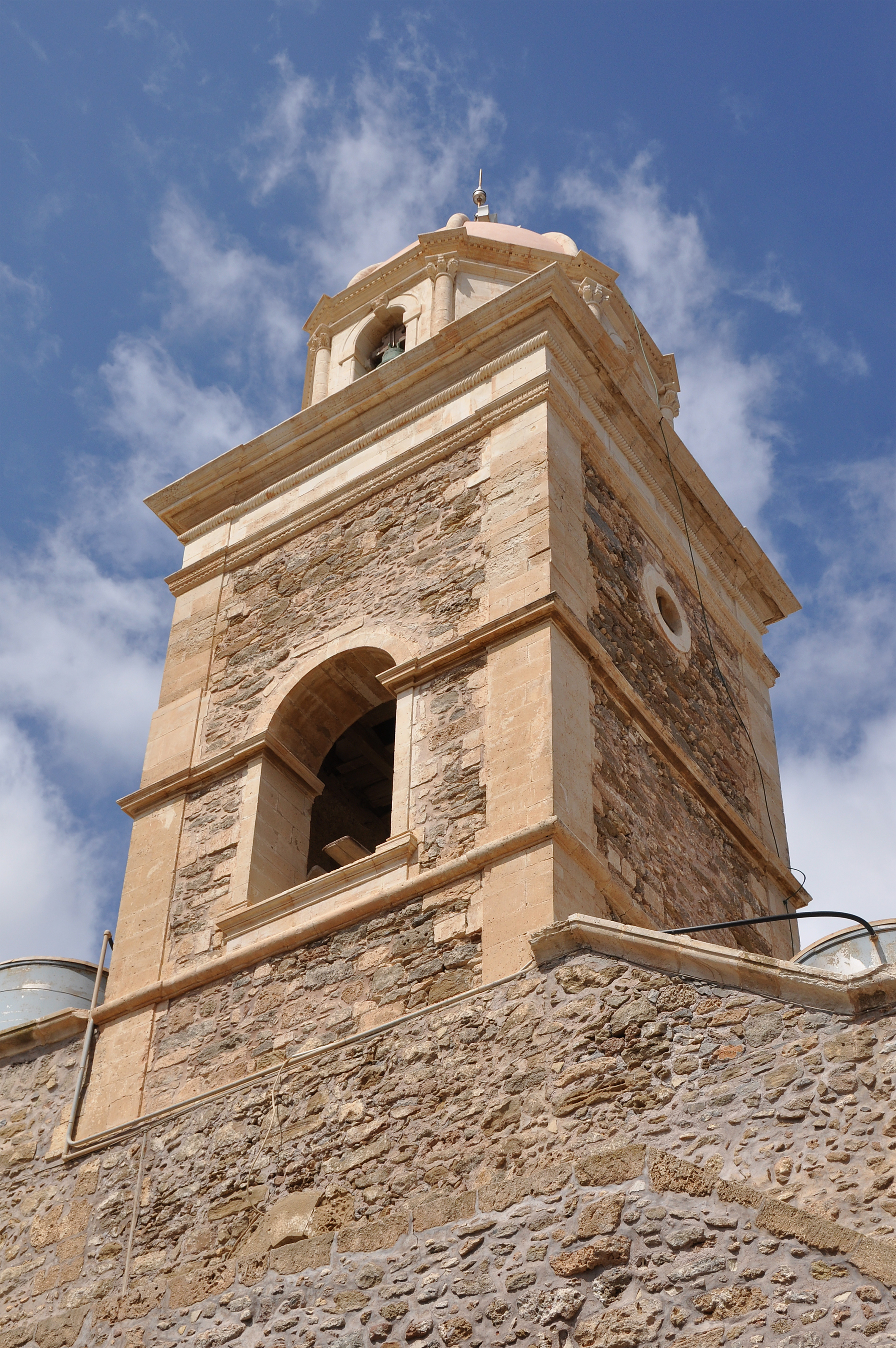
Klokkentoren
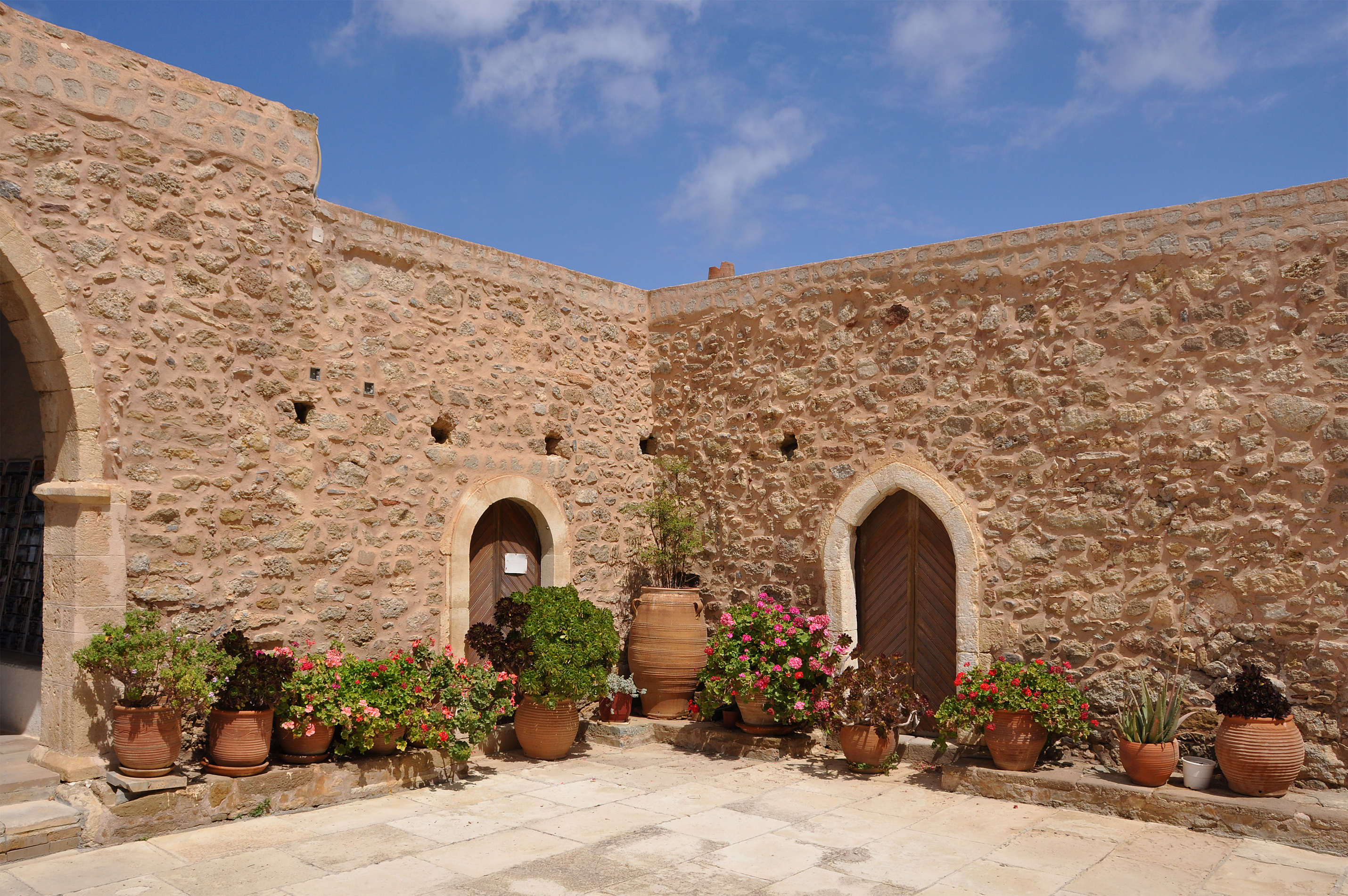
Binnenplaats